# سرسخت و مقتدر
سرسخت و مقتدر (به انگلیسی: The Tough and the Mighty) فیلمی است محصول سال ۱۹۶۹ و به کارگردانی کارلو لیتزانی است. در این فیلم بازیگرانی همچون ترنس هیل ، دن باکی ، فرانک ولف ، پیتر مارتل ، سلیا ماتانیا ، تانو چیمارزا ، آتیلیو دوتزیو ، گابریله تینتی ، فرانکو سیلوا و روسانا مارتینی ایفای نقش کرده‌اند.